# Рене Деренсі
Рене Деренсі (фр. René Dérency, 27 травня 1925 — 18 жовтня 1954) — французький баскетболіст.
Срібний призер Олімпійських Ігор 1948 року.